# Dactylispa manni
Dactylispa manni là một loài bọ cánh cứng trong họ Chrysomelidae. Loài này được Vazirani miêu tả khoa học năm 1972.